# Lorraine McNamara
Lorraine McNamara (ur. 18 lutego 1999 w Waszyngtonie) – amerykańska łyżwiarka figurowa, startująca w parach tanecznych z Antonem Spiridonovem. Medalistka zawodów z cyklu Grand Prix i Challenger Series, mistrzyni (2016) i wicemistrzyni świata juniorów (2015), zwyciężczyni finału Junior Grand Prix (2015) oraz dwukrotna mistrzyni Stanów Zjednoczonych juniorów (2015, 2016). 

## Osiągnięcia

### Z Antonem Spiridonovem
| Zawody                              | 20–21          | 21–22          | 22–23          | 23–24          |                |                |                |                |                |                |                |                |                |                |                |                |                |
| Międzynarodowe                      | Międzynarodowe | Międzynarodowe | Międzynarodowe | Międzynarodowe | Międzynarodowe | Międzynarodowe | Międzynarodowe | Międzynarodowe | Międzynarodowe | Międzynarodowe | Międzynarodowe | Międzynarodowe | Międzynarodowe | Międzynarodowe | Międzynarodowe | Międzynarodowe | Międzynarodowe |
| ----------------------------------- | -------------- | -------------- | -------------- | -------------- | -------------- | -------------- | -------------- | -------------- | -------------- | -------------- | -------------- | -------------- | -------------- | -------------- | -------------- | -------------- | -------------- |
| GP Grand Prix de France             |                |                |                | 9              |                |                |                |                |                |                |                |                |                |                |                |                |                |
| GP NHK Trophy                       |                |                |                | 8              |                |                |                |                |                |                |                |                |                |                |                |                |                |
| GP Skate America                    | 6              |                | 7              |                |                |                |                |                |                |                |                |                |                |                |                |                |                |
| CS Ice Challenge                    |                | 10             |                |                |                |                |                |                |                |                |                |                |                |                |                |                |                |
| CS Nebelhorn Trophy                 |                |                | 5              | 8              |                |                |                |                |                |                |                |                |                |                |                |                |                |
| CS U.S. International Classic       |                | 5              | 3              |                |                |                |                |                |                |                |                |                |                |                |                |                |                |
| Lake Placid Ice Dance International |                | 7              | 1              |                |                |                |                |                |                |                |                |                |                |                |                |                |                |
| Zimowa uniwersajda                  |                |                | 2              |                |                |                |                |                |                |                |                |                |                |                |                |                |                |
| Krajowe                             |                |                |                |                |                |                |                |                |                |                |                |                |                |                |                |                |                |
| Mistrzostwa Stanów Zjednoczonych    | 6              | 9              | 6              |                |                |                |                |                |                |                |                |                |                |                |                |                |                |

### Z Quinnem Carpenterem

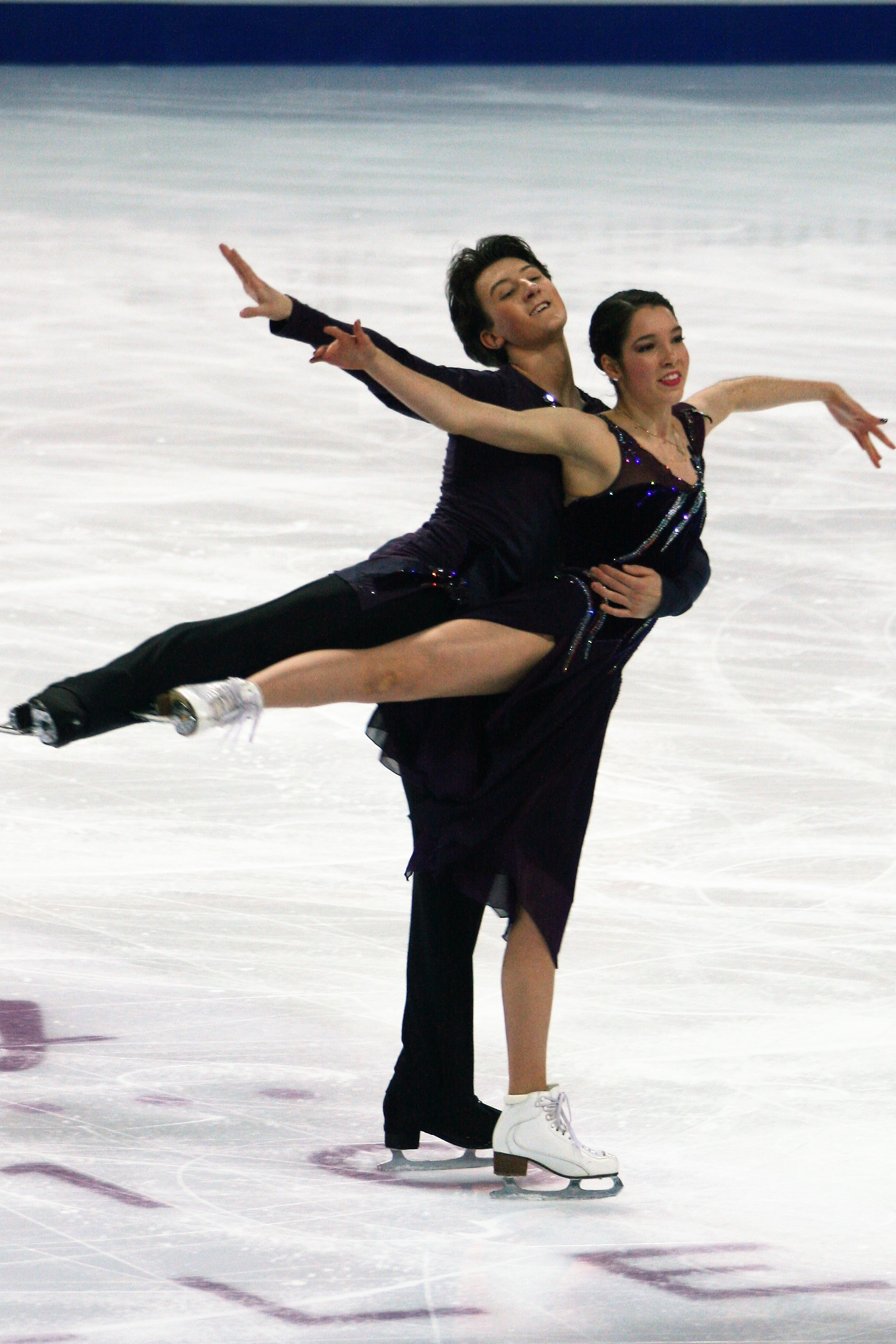
McNamara i Carpenter podczas finału Junior Grand Prix 2016

| Zawody                                | 06–07          | 07–08          | 08–09          | 09–10          | 10–11          | 11–12          | 12–13          | 13–14          | 14–15          | 15–16          | 16–17          | 17–18          | 18–19          | 19–20          |                |                |                |
| Międzynarodowe                        | Międzynarodowe | Międzynarodowe | Międzynarodowe | Międzynarodowe | Międzynarodowe | Międzynarodowe | Międzynarodowe | Międzynarodowe | Międzynarodowe | Międzynarodowe | Międzynarodowe | Międzynarodowe | Międzynarodowe | Międzynarodowe | Międzynarodowe | Międzynarodowe | Międzynarodowe |
| ------------------------------------- | -------------- | -------------- | -------------- | -------------- | -------------- | -------------- | -------------- | -------------- | -------------- | -------------- | -------------- | -------------- | -------------- | -------------- | -------------- | -------------- | -------------- |
| Mistrzostwa czterech kontynentów      |                |                |                |                |                |                |                |                |                |                |                | 4              |                |                |                |                |                |
| GP Cup of China                       |                |                |                |                |                |                |                |                |                |                |                | 5              |                |                |                |                |                |
| GP NHK Trophy                         |                |                |                |                |                |                |                |                |                |                |                |                |                | 9              |                |                |                |
| GP Skate America                      |                |                |                |                |                |                |                |                |                |                |                |                | 4              |                |                |                |                |
| GP Grand Prix Helsinki                |                |                |                |                |                |                |                |                |                |                |                |                | 3              |                |                |                |                |
| CS Alpen Trophy                       |                |                |                |                |                |                |                |                |                |                |                |                | 2              |                |                |                |                |
| CS Autumn Classic International       |                |                |                |                |                |                |                |                |                |                |                | 5              |                |                |                |                |                |
| CS Finlandia Trophy                   |                |                |                |                |                |                |                |                |                |                |                | 8              |                |                |                |                |                |
| CS Memoriał Ondreja Nepeli            |                |                |                |                |                |                |                |                |                |                |                |                | 2              | 3              |                |                |                |
| CS Warsaw Cup                         |                |                |                |                |                |                |                |                |                |                |                | 2              |                |                |                |                |                |
| CS Golden Spin Zagrzeb                |                |                |                |                |                |                |                |                |                |                |                |                |                | 4              |                |                |                |
| Lake Placid IDI                       |                |                |                |                |                |                |                |                |                |                |                | 1              | 1              | 3              |                |                |                |
| Międzynarodowe: Kategorie młodzieżowe |                |                |                |                |                |                |                |                |                |                |                |                |                |                |                |                |                |
| Mistrzostwa świata juniorów           |                |                |                |                |                |                | 9              | 4              | 2              | 1              | 7              |                |                |                |                |                |                |
| JGP Finał                             |                |                |                |                |                |                |                | 3              |                | 1              | 3              |                |                |                |                |                |                |
| JGP na Białorusi                      |                |                |                |                |                |                |                | 1              |                |                |                |                |                |                |                |                |                |
| JGP w Czechach                        |                |                |                |                |                |                |                |                | 3              |                | 1              |                |                |                |                |                |                |
| JGP we Francji                        |                |                |                |                |                |                | 6              |                |                |                |                |                |                |                |                |                |                |
| JGP na Łotwie                         |                |                |                |                |                |                |                | 2              |                |                |                |                |                |                |                |                |                |
| JGP w Niemczech                       |                |                |                |                |                |                |                |                | 2              |                |                |                |                |                |                |                |                |
| JGP w Polsce                          |                |                |                |                |                |                |                |                |                | 1              |                |                |                |                |                |                |                |
| JGP w Słowenii                        |                |                |                |                |                |                |                |                |                |                | 1              |                |                |                |                |                |                |
| JGP w Stanach Zjednoczonych           |                |                |                |                |                |                |                |                |                | 1              |                |                |                |                |                |                |                |
| JGP w Turcji                          |                |                |                |                |                |                | 4              |                |                |                |                |                |                |                |                |                |                |
| Mentor Toruń Cup                      |                |                |                |                |                |                |                |                | 1 J            |                |                |                |                |                |                |                |                |
| Krajowe                               |                |                |                |                |                |                |                |                |                |                |                |                |                |                |                |                |                |
| Mistrzostwa Stanów Zjednoczonych      |                | 4 V            | 4 I            | 6 N            | 9 J            | 3 J            | 3 J            | 2 J            | 1 J            | 1 J            | 3 J            | 6              | 4              | 6              |                |                |                |
| Eastern Sectionals                    |                |                | 4 I            | 4 N            |                | 3 J            | 1 J            |                |                |                |                |                |                |                |                |                |                |
| Pacific Sectionals                    |                |                |                |                | 2 J            |                |                |                |                |                |                |                |                |                |                |                |                |
| South Atlantic Regionals              | 6 V            |                |                |                |                |                |                |                |                |                |                |                |                |                |                |                |                |

## Programy

### Z Antonem Spiridonovem
| Sezon   | Taniec rytmiczny (RD) | Taniec dowolny (FD)                                                                                  |
| ------- | --- | --- |
| 2020–21 | - Quickstep: Big Spender (z musicalu Sweet Charity) – Cy Coleman - Swing: Rich Man's Frug (z musicalu Sweet Charity) – Cy Coleman choreografia: Meredith Jones, Jelena Nowak | - Pink Floyd medley: - Money - Shine on You Crazy Diamond choreografia: Meredith Jones, Jelena Nowak |